# 月の錯視

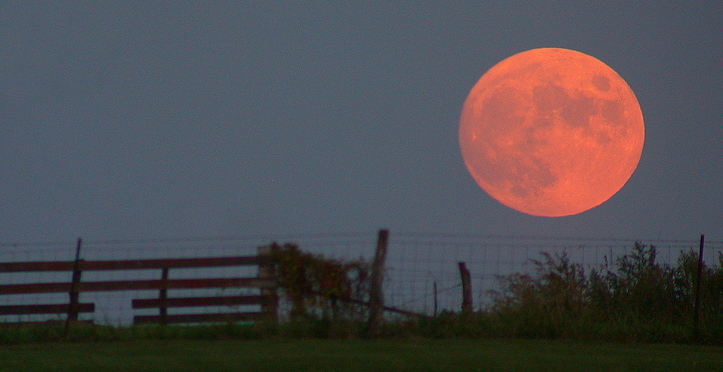
満月

月の錯視（つきのさくし、英語: Moon illusion）は、地平線に近い月がより高く昇った月より大きく見える錯視である 。 古くから知られていて、様々な文明で記録されている。この錯覚についての説明は未だ議論されている。

## 錯覚の証明
紀元前4世紀にアリストテレスが主張した地球の大気による光の屈折によるものとする説が有名である。 しかし、実際は大きいように見えるだけで拡大されて見えているわけではない 。